# Hallelujah Ding Dong Happy Happy!
Hallelujah Ding Dong Happy Happy! war eine Hamburger Band der späten 1980er- und frühen 1990er-Jahre.

## Geschichte
Die 1988 gegründete Hamburger Band spielte im Jahre 1989 einen erfolgreichen Auftritt in der Konzertreihe "Hamburg '89". Daraufhin erfolgte das Angebot der Mitwirkung an der Kompilation Dies Ist Hamburg (Nicht Boston), und später ein Vertrag mit dem Label L’age d’or. Die zwei bei L’age d’or veröffentlichten Alben waren kommerziell relativ erfolglos. Hallelujah Ding Dong Happy! lösten sich 1993 auf.

## Stil
Mit ihren ersten Veröffentlichungen, Beiträgen auf den Kompilationen Dies Ist Hamburg (Nicht Boston) (auf dem Label L’age d’or) und Geräusche Für Die 90er (auf dem Label What’s So Funny About…) sowie dem ersten Album Hi! wurde die Musik von Hallelujah Ding Dong Happy Happy! oftmals als „Artcore“, „Popcore“ oder abwertend als „Kopfmusik“ bezeichnet. Die Band setzte viele Elemente dessen ein, was später Math-Rock genannt wurde: komplexe gitarrenlastige Rhythmen, atypische rhythmische Strukturen und ungerade Taktarten. Gleichzeitig gab es, insbesondere auf späteren Kompilationen und dem zweiten Album "Mikrokosmos", ein starkes Popelement mit einem Hang zu ausgeprägten Gesangsmelodien. Die Songtexte von Hallelujah Ding Dong Happy Happy! waren teils auf Deutsch und teils auf Englisch.
Die Tageszeitung attestiert dem zweiten Album Mikrokosmos „ein durchgängiges Pop-Appeal“.

## Diskografie
- 1991: Hi! (L’age d’or)
- 1992: Mikrokosmos (L’age d’or)

### Kompilationsbeiträge
- 1989: Dies Ist Hamburg (Nicht Boston) (L’age d’or, enthält den Titel You're Dead)
- 1990: Geräusche für die 90er (What's So Funny About.., enthält den Titel Religion Is No Joke)
- 1992: Popmusik darf nicht dumm sein! - Kaufensen! (L’age d’or, enthält den Titel Smell Of Love)
- 1992: Billiger als Turnschuhe (L’age d’or, enthält den Titel So Nice)
- 1992: Look what I found (Casper's cover compilation) (enthält die Titel Any world that I'm welcome to und Map Ref. 41ºN 93ºW)